# Cleptocosmia mutabilis
Cleptocosmia mutabilis là một loài bướm đêm trong họ Geometridae. Chúng là loài duy nhất trong chi đơn loài Cleptocosmia, thường xuất hiện ở Australia.